# 브리지스데구
브리지스데구(Octodon bridgesi)는 데구과에 속하는 설치류의 일종이다. 아르헨티나와 칠레, 주로 칠레 남부에서 발견된다. 학명과 통용명은 종 식별을 위해 대영박물관에 표본을 보낸 빅토리아 시대의 식물학자 브리지스(Thomas Bridges)의 이름에서 유래했다. 근연종인 커먼데구와 달리, 브리지스데구는 밤에 주로 활동하는 야행성 동물이다.